# Dawny budynek administracyjno-biurowy Fundacji Fränckla we Wrocławiu
Dawny budynek administracyjno-biurowy Fundacji Fränckla – zabytkowy budynek przy ulicy Ofiar Oświęcimskich 19 we Wrocławiu; jeden z najlepiej zachowanych przykładów neogotyckiej architektury na obszarze Starego Miasta.

## Historia

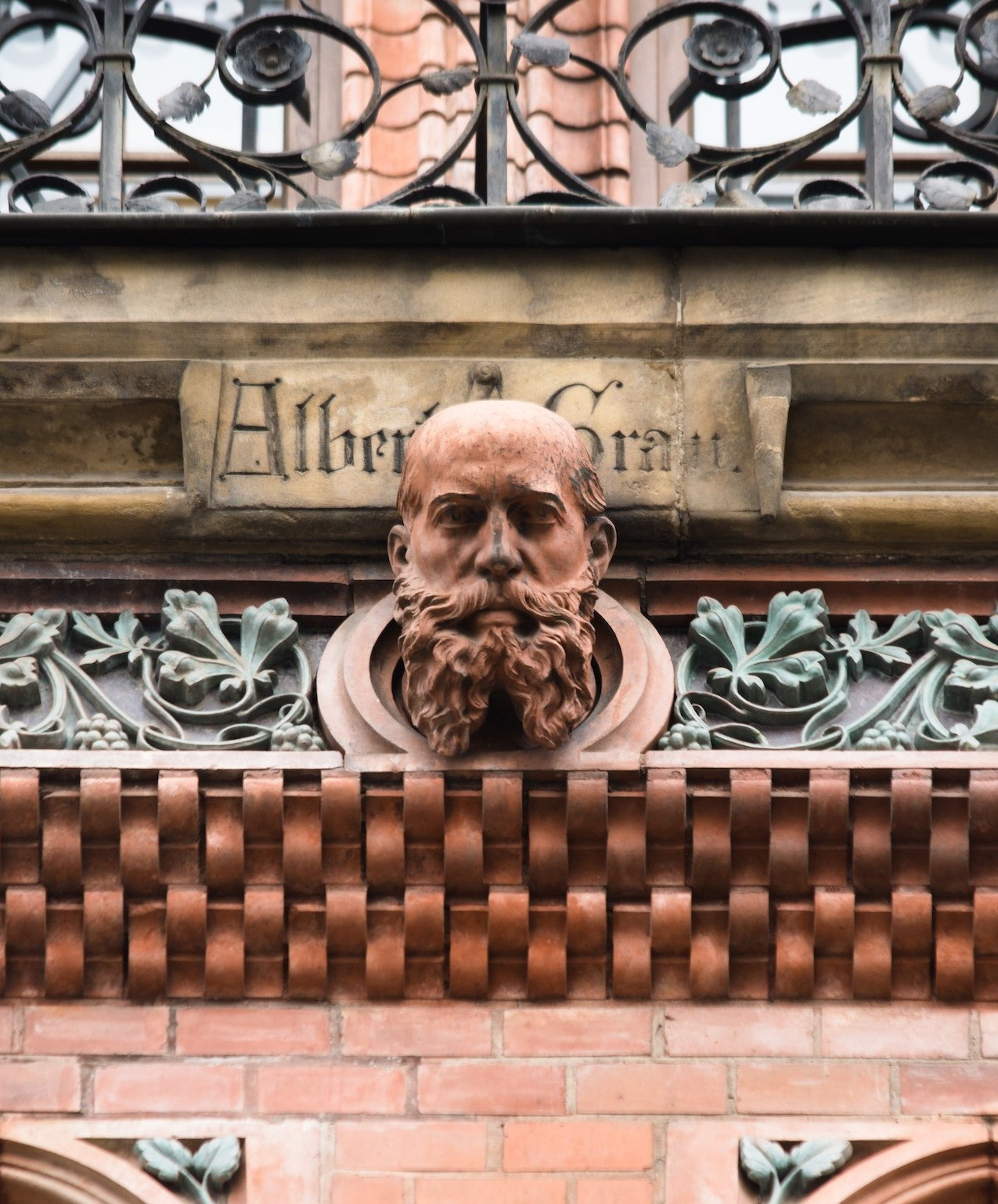
Rzeźba głowy Alberta Grau na fasadzie budynku, na gzymsie

W okresie średniowiecznym na działce nr 19 znajdowała się dwuskrzydłowa i dwutraktowa kamienica gotycka, przebudowywana w okresie renesansu. W 1896 roku w jej miejsce, z wykorzystaniem jej murów i piwnic, wzniesiono nowy budynek dla siedziby kuratorium i biur żydowskiej Fundacji Fränckla (Fränckelsche Stiftung) zajmującej się działalnością charytatywną, dobroczynną i pomocową założonej przez Jonasa Fränckela, żydowskiego kupca i filantropa, królewskiego radcy, fundatora żydowskiego Seminarium Teologicznego i jego brata Davia. Autorem projektu był niemiecki architekt Albert Grau autor m.in. Pałacu Ballestremów. W 1941 roku władze faszystowskie odebrały budynek właścicielom i przekazały go organizacji Jüdisches Kultus und Synagogen Gemeinde. W kamienicy znajdowała się winiarnia win reńskich.

## Opis architektoniczny budynku
Neogotycki, ceglany budynek został wzniesiony na planie prostokąta wraz z oficynami skupionymi wokół wewnętrznego dziedzińca. Dom frontowy, jest trzykondygnacyjny, dwuipółtraktowy z ośmioosiową elewacją podzieloną barwnymi pasami klinkierowych cegieł i ceramicznymi ornamentami. Pozostała część elewacji pokryta jest jasnym tynkiem. W części dachowej znajdują się trzy schodkowe szczyty, na których umieszczono nazwiska budowniczych, a w osi środkowej wyrzeźbioną głowę architekta Graua na tle jego nazwiska (podobna do tej, która znajduje się na elewacji pałacu Ballestremów). Pomiędzy szczytami znajduje się balkon.

## Po 1945 roku
Budynek podczas działań wojennych w 1945 roku nie został poważnie uszkodzony. W budynku poza pomieszczeniami mieszkalnymi znajdowały się różne sklepy oraz, od końca lat 90. XX w., siedziba I Oddziału Wrocławskiego Kredyt Banku SA. W 2000 roku kamienica została wyremontowana